# Viajando pelo Brasil
Viajando pelo Brasil é um álbum de estúdio da dupla sertaneja brasileira Chrystian & Ralf, lançado em 2002, composto de regravações de diversos clássicos da música sertaneja, além da inédita "Onde Você For Eu Vou". Ganhou disco de ouro. Foi o último disco da dupla lançado em CD, pois a partir de 2004, os trabalhos seriam lançados em formato SMD.

## Faixas[4]
| N.º            | Título                       | Compositor(es)                                   | Duração |  |
| 1.             | "Escravo do Amor"            | José Rico                                        | 3:22    |  |
| 2.             | "Quem Será Seu Outro Amor"   | Edelson Moura                                    | 3:52    |  |
| 3.             | "Onde Você For Eu Vou"       | Sérgio Pinheiro / Pedro Bareze                   | 3:21    |  |
| 4.             | "Telefone Mudo"              | Franco / Peão Carreiro                           | 3:19    |  |
| 5.             | "Naquela Rua Não Passo Mais" | Gino / Geno                                      | 2:18    |  |
| 6.             | "Do Mundo Nada Se Leva"      | Belmont / Jorge Paulo                            | 2:47    |  |
| 7.             | "Luz da Minha Vida"          | Ronaldo Adriano / Creone                         | 4:01    |  |
| 8.             | "Vestido de Seda"            | Alcino Alves / Teodoro                           | 2:56    |  |
| 9.             | "Tribunal do Amor"           | José Rico                                        | 4:02    |  |
| 10.            | "Quarto Vizinho"             | Peão Carreiro / Praense                          | 2:49    |  |
| 11.            | "Toalha Molhada"             | Marinho Soares / Criolo / Falcão                 | 4:11    |  |
| 12.            | "A Semente do Amor"          | Alcino Alves / Rossi                             | 2:51    |  |
| 13.            | "Último Adeus"               | Ronaldo Adriano / Benedito Seviero / José Homero | 3:56    |  |
| Duração total: | Duração total:               | Duração total:                                   | 41:05   |  |

## Certificações
| Brasil (ABPD)                             | Ouro | 2002 | 100.000* |
| *número de vendas baseado na certificação |      |      |          |